# Dalea neomexicana
Dalea neomexicana är en ärtväxtart som först beskrevs av Asa Gray, och fick sitt nu gällande namn av Cory. Dalea neomexicana ingår i släktet Dalea, och familjen ärtväxter.

## Underarter
Arten delas in i följande underarter:
- D. n. longipila
- D. n. megaladenia
- D. n. neomexicana